# سيسنا 177 كاردينال
سيسنا 177 كاردينال (بالإنجليزية: Cessna 177 Cardinal)‏ هي طائرة خفيفةن متعددة الأغراض، بأربعة مقاعد. أنتجت في 1968 بالولايات المتحدة. من صناعة سيسنا. كان أول طيران لها في 1967. ومازالت في الخدمة حتى الآن. صنع منها 4,295 طائرة، وسعر الطائرة الواحدة منها هو 27,250 دولار.